# Feketetó
Feketetó (szerbül Црна Бара / Crna Bara, németül Tschernabara) település Szerbiában, a Vajdaságban, az Észak-bánsági körzetben, Csóka községben. Közigazgatásilag hozzá tartozik még Kanizsamonostor is, amellyel egy Helyi közösséget alkot.

## Fekvése
Nagykikindától északra, Csókától keletre, az Aranka folyó mellett, a szerb-román határ közelében fekvő település.

## Története
Feketetót a 19. század első felében a Marczibányi-család telepítette és a család csókai uradalmához tartozott.  
1848-ig Marczibányi Lőrinc birtoka volt. Jelenlegi nevét 1888-ban kapta, előtte Czernabara volt a neve. 
1910-ben 1101 lakosából 483 magyar, 167 német, 416 szerb volt. Ebből 597 római katolikus, 41 református, 452 görögkeleti ortodox volt. A trianoni békeszerződés előtt Torontál vármegye Törökkanizsai járásához tartotott.

## Népesség

### Demográfiai változások
| 1948 | 1953 | 1961 | 1971 | 1981 | 1991 | 2002 | 2011          |
| ---- | ---- | ---- | ---- | ---- | ---- | ---- | ------------- |
| 1064 | 1025 | 950  | 823  | 678  | 595  | 568  | 568 fő (2002) |

## Nevezetességek
- Görögkeleti temploma - 1847-ben épült

## Híres emberek
- Itt született 1911-ben Boldog Bogdánffy Szilárd - püspök, vértanú

## Galéria

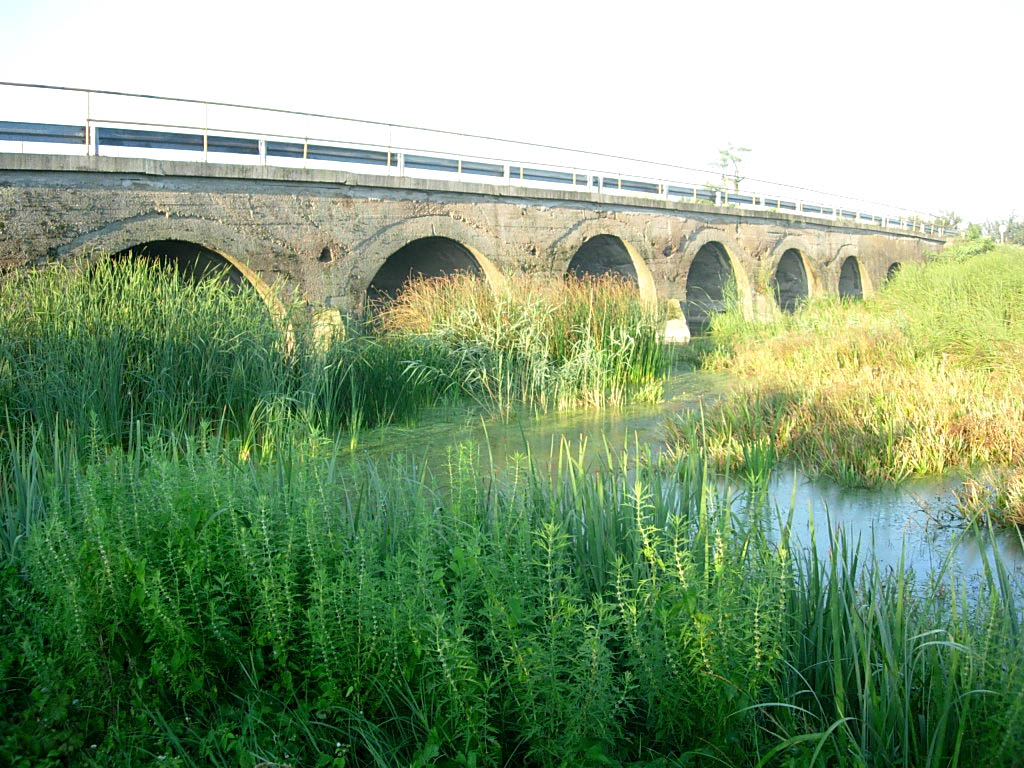
A kilenclyukú híd az Aranka folyón Feketetó közelében
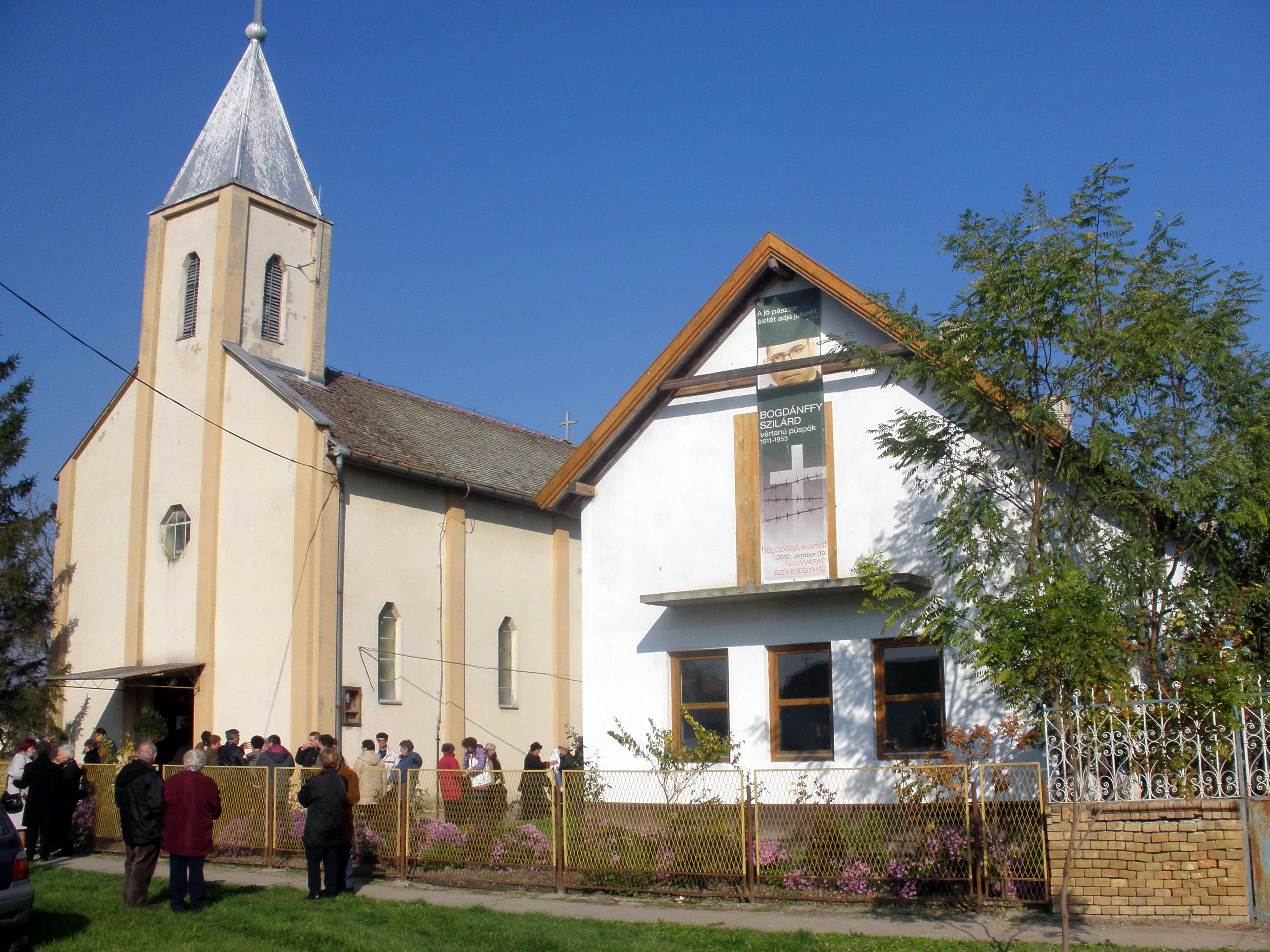
1975-ben Bogdánffy szülőháza helyére egy kis templomot és parókiát építettek
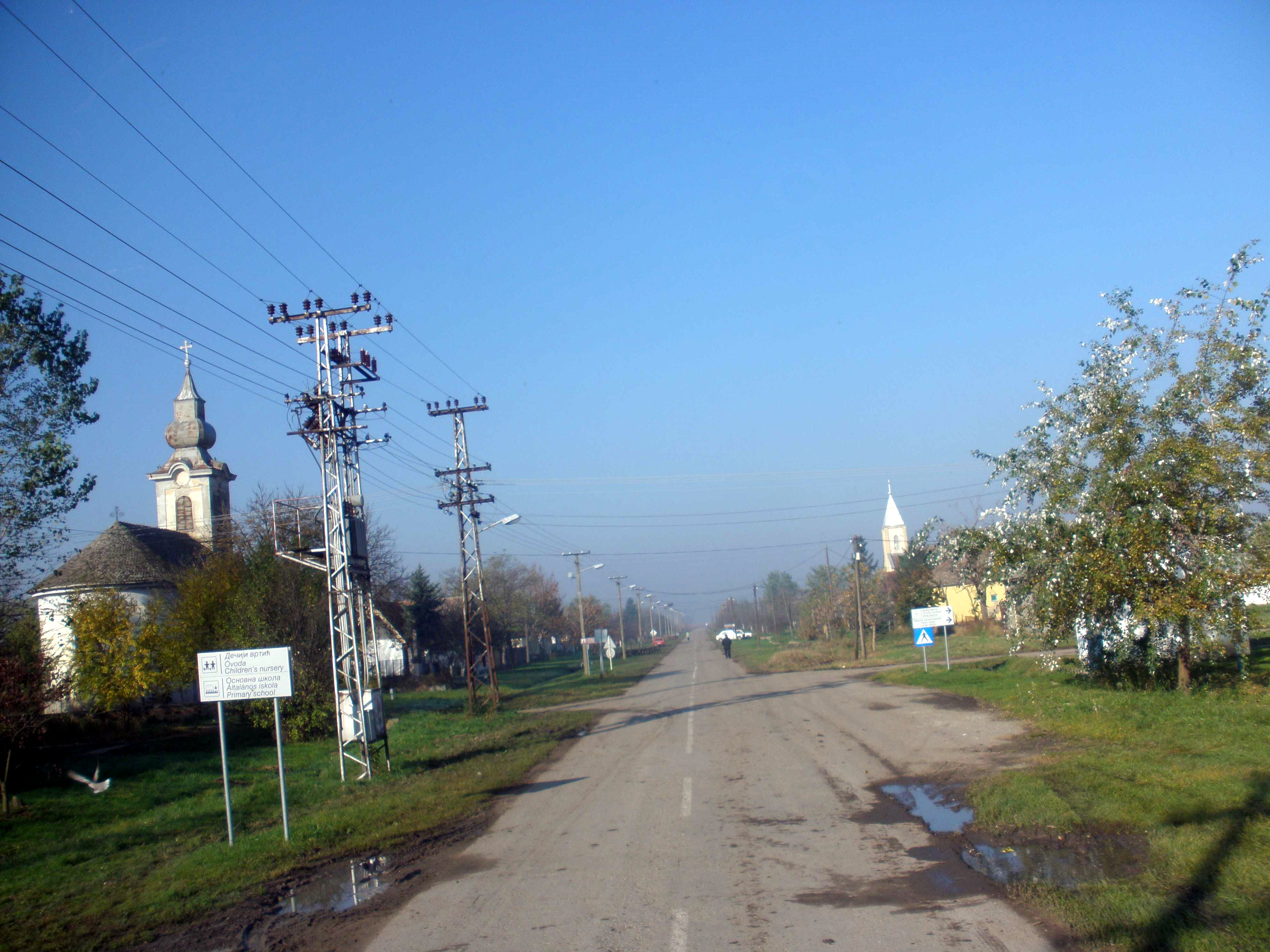
Az ortodox és a katolikus templom